# Lets Go (travhäst)
Lets Go, född 3 maj 1999, är en tyskfödd varmblodig travhäst. Han tränades under större delen av karriären av Holger Ehlert och kördes då oftast av Enrico Bellei. I början av karriären tränades han av Gerhard Biendl och kördes oftast av Biendl själv eller hans far Helmut Biendl. Lets Go tävlade mellan 2002 och 2007 och sprang in 1 113 355 euro på 72 starter, varav 25 segrar, samt 26 placeringar som 2:a eller 3:a).

## Karriär
Lets Go började tävla som treåring i maj 2002 på Trabrennbahn Daglfing i München, och segrade i 6 av 10 starter under sin debutsäsong, bland annat i Deutsches Traber-Derby. Som fyraåring tävlade han frekvent i Italien eller Frankrike, och vann då bland annat Gran Premio d'Europa. Under femåringssäsongen 2004 segrade han bland annat i Gran Premio delle Nazioni och kom på tredje plats i Europeiskt femåringschampionat, något som visade att han börjat ta klivet in i världseliten. Som sjuåring 2006 slutade han på andra plats i Gran Premio Lotteria.

### Dopningskandalen
Lets Go blev efter andraplatsen i Gran Premio Lotteria inbjuden till 2006 års upplaga av Elitloppet på Solvalla. Något som uppmärksammades efter andraplatsen var kusken Enrico Belleis hårda driving på Lets Go, då han gett hästen fem kraftiga sparkar över bakdelen.
I Elitloppet kom han på fjärde plats i sitt kvalheat, och kvalificerade sig därmed till finalheatet. I finalheatet var han spelad till 233,40 gånger pengarna, och spurtade till en andraplats bakom Jag de Bellouet, körd och tränad av Christophe Gallier. Efter loppet gjordes dopningstester, och efter några veckor kom det fram att hästen varit dopad i sina starter i Elitloppet. Det visade sig att Lets Go behandlats med ämnet Riomax, innehållandes etakrynsyra, som verkar som blodtryckssänkande medel. Han fråntogs båda placeringarna och prispengarna från finalheatet förlorades. Även ettan Jag de Bellouet diskvalificerades för doping, då ämnet diklofenak som är inflammationsdämpande och smärtstillande hade hittats i kroppen. Segern gick istället till Björn Goop och Conny Nobell.

### Slutet på karriären
Lets Go gjorde sin sista start i november 2007 på Victoriapark Wolvega i Nederländerna. Han har senare varit verksam som avelshingst.